# 亚里士多德·奥纳西斯
亚里士多德·苏格拉底·歐纳西斯（1906年1月15日—1975年3月15日），已故希腊船王，曾是世界首富。

## 经历
歐纳西斯出生于土耳其西部的伊兹密尔。父母之所以用两个伟大古希腊哲学家的名字，是希望他长大后也能出人头地，闻名于世。1922年，土耳其人占领伊兹密尔，9月奥纳西斯一家来到希腊。
他在阿根廷做起烟草贸易和运输买卖，到1930年，歐纳西斯已经成为希腊产品最大的进口商，还租用一些货轮。这时席卷全球的经济危机爆发，歐纳西斯却从中洞察出生机，当时加拿大国营铁路公司为渡过危机，准备拍卖产业，其中6艘货船，10年前价值200万美元，如今仅以每艘2万美元的价格拍卖，歐纳西斯急速买下，经济危机过后，歐纳西斯买的那些船只，一夜之间身价陡增。他一跃成为海上霸主。1943年，歐纳西斯将其企业总部搬入纽约，船队越来越大，1945年，他跨入希腊海运巨头的行列。
1953年，歐纳西斯和沙特阿拉伯国王签订震撼世界企业界的《吉达协定》，成立“沙特阿拉伯油船海运有限公司”，该公司拥有50万吨的油船队，全部挂沙特阿拉伯国旗。该公司拥有沙特阿拉伯油田开采的石油运输垄断权，该公司的股东是沙特阿拉伯国王和奥纳西斯。但因沙特国王单方面撕毁合同，歐纳西斯一下损失10亿美元，但他的名声却大震，成为整个世界关注的焦点。
1966年，歐纳西斯悉心经营石油运输业，大量投资于油轮。到1975年，他已经拥有45艘油轮，有15艘是20万吨以上的超级油轮，从而成为世界上最大的私人商船队。到1973年，歐纳西斯的商船队总吨位已经超过300万吨，成为名副其实的希腊船王。

## 婚姻
歐纳西斯的第一次婚姻是1946年12月28日，他与希腊船主利瓦诺斯（Stavros Livanos）的二女儿蒂娜·利瓦诺斯举行了婚礼。 他们在纽约生了儿子亞歷山大·歐納西斯(1948年4月30日—1973年1月23日)和女儿克里斯蒂娜·歐納西斯（1950年－1988年），但婚姻只持续了10年，一次偶然的机会，歐纳西斯认识了希腊女歌唱家瑪麗亞·卡拉絲。
1968年10月20日，歐纳西斯抛弃了瑪麗亞·卡拉絲，和前美国总统约翰·肯尼迪的遗孀賈桂琳·甘迺迪结婚，但两个人经常吵架而裂痕越来越大。1974年，歐纳西斯在郁闷失望中病倒了，而就在前一年，他最钟爱的儿子、未来的继承人亚历山大因飞机失事而死去，当他离去的时候，身边只有惟一的女儿克里斯蒂娜·歐納西斯，后来她继承了所有的遗产，但过得也不幸福，她一生结了4次婚，每次都以悲剧收场，年仅38岁就死去，这个庞大的遗产在2003年由她惟一的女儿——船王當時年满18岁的外孙女雅典娜·奧納西斯·魯塞爾·德米蘭達（Athina Onassis Roussel de Miranda）繼承。

## 外部連結
- 亚里士多德·奥纳西斯的一生（页面存档备份，存于）
- 奧納西斯基金會（页面存档备份，存于）